# Procés de combustió del silici
En astrofísica, la combustió del silici és una seqüència molt breu de reaccions de fusió nuclear que es produeixen en estels massius amb un mínim de 8 a 11 masses solars. La combustió del silici és estadi final de fusió dels estels massius que han esgotat el combustible que els permet mantenir-se durant molt de temps en la seqüència principal del diagrama de Hertzsprung-Russell. Segueix els estadis previs de combustió de l'hidrogen, heli (el procés triple alfa), carboni, neó i l'oxigen.
El procés de combustió del silici comença quan la contracció gravitatòria eleva la temperatura del nucli de l'estel fins als o 2.700–3.500 milions de kèlvins (GK). La temperatura exacta depèn de la massa. Quan un estel ha completar la fase de combustió del silici, no hi ha possibilitat de fusió posterior. L'estel s'esfondra catastròficament i pot explotar en el que es coneix com a supernova de tipus II.

## Seqüència de fusió nuclear i procés alfa
Els estels amb massa molt baixa (no més gran d'unes 0,4 masses solars) es queden sense combustible després que l'hidrogen dels seus nuclis s'hagi consumit i convertit en heli. Els estels amb una massa intermèdia (més grans de 0,4 masses solars i menors de 8-11 masses solars) poden convertir heli en carboni per mitjà del procés triple alfa. Aquests estels acaben les seves vides quan l'heli dels seus nuclis s'ha exhaurit; llavors acaben amb els nuclis de carboni. Els estels de masses altes (més de 8-11 masses solars) poden cremar carboni a causa de l'extraordinàriament alta energia potencial lligada a la seva massa. Conforme l'estel es contreu, el seu nucli s'escalfa fins al 600 MK i el procés de combustió del carboni comença la qual cosa crea nous elements químics com els següents:
{\displaystyle \mathrm {_{6}^{12}C} +\mathrm {_{2}^{4}H} \rightarrow \mathrm {_{8}^{16}O} }
{\displaystyle \mathrm {_{8}^{16}O} +\mathrm {_{2}^{4}H2} \rightarrow \mathrm {_{10}^{20}Ne} }
{\displaystyle \mathrm {_{10}^{20}Ne} +\mathrm {_{2}^{4}He} \rightarrow \mathrm {_{12}^{24}Mg} }

Els elements químics estan definits pel nombre de protons del seu nucli. En els elements anteriors, el superíndex indica un isòtop concret en termes de la seva massa molar.
Després que un estel de massa alta ha cremat tot el carboni del seu nucli, es contrau, s'escalfa i comença la combustió de l'oxigen, neó i magnesi de la següent manera : 
{\displaystyle \mathrm {_{12}^{24}Mg} +\mathrm {_{2}^{4}He} \rightarrow \mathrm {_{14}^{28}Si} }

Quan els estels d'alta massa només els queda sofre i silici en els nuclis, es continuen contraient fins que el seu nucli arriba a temperatures de 2.700–3.500 K (230–300 keV); La combustió del silici comença en aquest moment. La combustió del silici implica el procés triple alfa que crea nous elements afegint l'equivalent d'un nucli d'heli (dos protons més dos neutrons) per pas en la següent seqüència:
{\displaystyle \mathrm {_{14}^{28}Si} +\mathrm {_{2}^{4}He} \rightarrow \mathrm {_{16}^{32}S} }
{\displaystyle \mathrm {_{16}^{32}S} +\mathrm {_{2}^{4}He} \rightarrow \mathrm {_{18}^{36}Ar} }
{\displaystyle \mathrm {_{18}^{36}Ar} +\mathrm {_{2}^{4}He} \rightarrow \mathrm {_{20}^{40}Ca} }
{\displaystyle \mathrm {_{20}^{40}Ca} +\mathrm {_{2}^{4}He} \rightarrow \mathrm {_{22}^{44}Ti} }
{\displaystyle \mathrm {_{22}^{44}Ti} +\mathrm {_{2}^{4}He} \rightarrow \mathrm {_{24}^{48}Cr} }
{\displaystyle \mathrm {_{24}^{48}Cr} +\mathrm {_{2}^{4}He} \rightarrow \mathrm {_{26}^{52}Fe} }
{\displaystyle \mathrm {_{26}^{52}Fe} +\mathrm {_{2}^{4}He} \rightarrow \mathrm {_{28}^{56}Ni} }
{\displaystyle \mathrm {_{28}^{56}Ni} +\mathrm {_{2}^{4}He} \rightarrow \mathrm {_{30}^{60}Zn} }

La seqüència sencera de la combustió del silici dura aproximadament un dia i s'atura quan s'ha produït níquel–56 (que té 28 protons) un període de semidesintegració de 6,02 dies i es desintegra via radiació beta (en aquest cas, desintegració, "beta-plus" que és l'emissió d'un positró) a cobalt–56 (27 protons), que al seu torn té un període de semidesintegració de 77,3 dies i es desintegra en ferro-56 (26 protons). Això no obstant, en només minuts es desintegra el níquel-56 en el nucli d'un estel massiu. Al final de la seqüència, l'estel ja no pot emetre energia via fusió nuclear, ja que un nucli amb 56 nucleons té la massa més petita per nucleó (protó i neutró) de tots els elements de la seqüència del procés alfa. Encara que el ferro-58 i el níquel-62 tenen una energia d'enllaç lleugerament més alta que el ferro-56, el següent pas en el procés alfa seria el zinc-60, que té lleugerament més massa per nucleó i per tant, podria de fet consumir l'energia en la seva producció en comptes d'alliberar-la. L'estel ha esgotat el seu combustible nuclear i en minuts comença a contreure's. L'energia potencial de la contracció gravitatòria escalfa l'interior fins al 5000K/430 keV i això s'oposa i endarrereix la contracció. Això no obstant, com no es genera energia calòrica addicional via reaccions de fusió, la contracció s'accelera ràpidament fins al col·lapse en poc segons. La part central de l'estel es transforma o en un estel de neutrons o, si l'estel és prou massiu, en un forat negre. Les capes exteriors de l'estel s'expulsen amb una explosió coneguda com a supernova de tipus II que pot durar dies o mesos. L'explosió de supernova allibera un gran esclat de neutrons, que sintetitza en un segon aproximadament la meitat dels elements més pesants que el ferro, via el mecanisme de captura electrònica conegut com a procés R (on la “r” és captura de neutró ràpid).

## Energia d'enllaç

Corba de l'energia d'enllaç

La gràfica mostra l'energia d'enllaç de diferents elements.L'increment de l'energia d'enllaç es pot interpretar de dues maneres: 1) és l'energia requerida per traure un nucleó d'un nucli, i 2) és l'energia alliberada quan un nucleó s'afegeix a un nucli. Com es pot veure, els elements lleugers com l'hidrogen allibera gran quantitat d'energia (un gran increment d'energia d'enllaç) quan s'afegeixen nucleons—el procés de fusió. A la inversa, els elements pesants com l'urani allibera energia quan els treuen els nucleons—el procés de fissió nuclear. En els estels, La nucleosíntesi ràpida es produeix afegint nuclis d'heli (partícules alfa) a nuclis més pesants.Encara que nuclis amb 58 i 62 nucleons tenen l'energia d'enllaç molt més baixa, fusioant un nucli d'heli en níquel-56 (14 alfes) per produir el següent element—zinc–60 (15 alfes)—de fet necessita energia més que allibera. Per tant, el níquel-56 és el darrer producte de fusió del nucli d'un estel d'alta massa. La desintegració del níquel-56 explica la gran quantitat de ferro-56 que s'ha trobat a meteorits metàl·lics i al nucli dels planetes rocosos.